# 美幌川
美幌川（びほろがわ）は、北海道網走郡美幌町内を流れ網走川に流入する一級河川。網走川水系の支流である。

## 流路
北海道美幌町の美幌峠北斜面に源を発し北に流れる。以下の支流を集め美幌バイパス美幌大橋上流で網走川に流入する。
- 支流

滝の沢川・石切川・蛍雪沢川・松月沢川・鶯沢川・登栄川・弥生川・福富川・駒生川・駒の沢川・魚無川
- 人工池・湖

石切川中流には、古梅ダムがあり、美幌川下流には北海道で唯一のため池百選（農林水産省選定）である美幌温水溜池がある。

## 翠明の滝
滝は、美幌川上流の国道243号に接続する「シービホロ林道」を約5km進んだ場所にある。本流の形状が悪いためにバイパスとして造られた人工的な滝であるが、現在も残る本流は山を登るように流れる不思議な川。毎年5月末に美幌観光物産協会主催で「翠明の滝　探索ウォーキング」が開催されている。

## 名称の由来
アイヌ語の「ペ・ポロ」（水多く、大いなる所）に由来する。

## 流域の自治体
北海道網走郡美幌町

## 主な道路・橋梁
- 国道39号　- 並行する

- 都橋 - 国道243号
- 美幌橋 - 国道39号